# Marion Stein
Maria Stein, CBE (Maria Donata Nanetta Paulina Gustava Erwina Wilhelmine; 18 octobre 1926 - 6 mars 2014), connue comme Marion Stein, et par la suite par le mariage, comme Marion Lascelles, comtesse de Harewood, et, plus tard, Marion Thorpe, est une pianiste de concert britannique d'origine autrichienne.

## Carrière
Née à Vienne, elle est la fille de Sophie Bachmann et du musicien Erwin Stein. Elle vient au Royaume-Uni, juste avant la Seconde Guerre Mondiale,. Elle étudie au Royal College of Music, et devient amie avec le compositeur Benjamin Britten. En 1949, devenue comtesse de Harewood, et avec le patronage de sa belle-mère, la princesse Marie, châtelaine de Harewood House, au nord de Leeds, elle se lance dans l'organisation d'événements.
En mars 1950, elle créé un opéra à l'aide de Britten English Opera Group, mettant en vedette Frederick Ashton et Moira Shearer dansant un tango dans le ballet de la Façade,. En septembre 1950, elle est enceinte et a "l'intention d'assister tous les soirs" à la Leeds Triennal Festival de musique qui comprend un spectacle de Britten,. Elle est la fondatrice en 1961 (avec Fanny Waterman) du Concours international de piano de Leeds. Elle a également collaboré avec Fanny Waterman sur des Leçons de Piano.
En 1973, elle est l'invité de BBC Radio 4' Desert Island Discs et elle est occasionnellement intervenante dans le quiz de Face à la Musique sur la BBC.

## Vie personnelle
Marion Stein s'est mariée deux fois.
Son premier mari est George Lascelles, 7e comte de Harewood, qu'elle épouse le 29 septembre 1949. Le couple s'est rencontré au Festival d'Aldeburgh. Lord Harewood, fils de Mary du Royaume-Uni, est le petit-fils de George V, le neveu des rois Édouard VIII et George VI, et le cousin d'Élisabeth II. À la suite de ce mariage, Marion devient comtesse de Harewood. Ils ont trois fils:
- David Lascelles (8e comte de Harewood) (né le 21 octobre 1950)
- James Lascelles (né le 5 octobre 1953)
- Jeremy Lascelles (née le 14 février 1955)

En 1959, le couple doit faire face à de graves problèmes. Harewood a une relation avec la violoniste Patricia Tuckwell, mais sa femme rejette l'idée d'un divorce jusqu'en 1967, date à laquelle il a un fils de Tuckwell. Son adultère et son remariage font de lui un paria social pendant plusieurs années, et pendant dix ans, il n'est pas invité aux manifestations de la Famille royale.
Stein épouse son deuxième mari, Jeremy Thorpe, le 14 mars 1973. Thorpe est alors un député et chef du Parti Libéral. Sa première épouse, Caroline, a été tuée dans un accident de voiture en 1970. Dans le milieu des années 1980, Thorpe est diagnostiqué comme souffrant de la maladie de Parkinson, et Marion doit également faire face à des problèmes de mobilité.
Marion Thorpe meurt le 6 mars 2014, à l'âge de 87 ans, quelques mois avant son mari.